# Darío Silva (militar)
General Darío W. Silva fue un militar mexicano con idealismo villista que participó en la Revolución mexicana. Militó dentro de las filas constitucionalistas. En 1914, tras la escisión de Francisco Villa y Venustiano Carranza, se incorporó a las fuerzas del general Francisco Villa, siendo su secretario. Inventó la pólvora llamada "Silvanita". 